# Coppa del Re 2017-2018 (calcio a 5)
La Coppa del Re 2017-2018 è stata l'8ª edizione della manifestazione. Si è svolta dal 19 settembre 2017 al 5 maggio 2018.

## Regolamento
Il torneo si svolge con gare a eliminazione diretta di sola andata tranne per le semifinali. Partecipano alla competizione tutte le squadre di Primera División e Segunda División oltre ad alcune della Segunda División B, per un totale di 44 formazioni. A causa della sovrapposizione del calendario con il turno principale della Coppa UEFA, Barcellona e Inter sono state dispensate dal disputare il secondo turno della Coppa del Re e ammesse d'ufficio agli ottavi di finale. Per compensare le defezioni, è stato necessario istituire un turno preliminare che ha coinvolto quattro società di Segunda División B. 

## Risultati

### Turno preliminare
Gli incontri si sono disputati il 12 e il 13 settembre 2017.
| Squadra 1 | Risultato | Squadra 2      |
| --------- | --------- | -------------- |
| UA Ceuta  | 6 - 1     | Jumilla        |
| Talavera  | 7 - 5     | Cerro de Reyes |

### Primo turno
Gli incontri si sono disputati il 19 e il 20 settembre 2017.
| Squadra 1           | Risultato       | Squadra 2          |
| ------------------- | --------------- | ------------------ |
| Narón               | 2 - 3           | Noia               |
| Zierbena            | 2 - 2 (0-2 dtr) | Burela             |
| Guardo              | 4 - 3           | Prone Lugo         |
| CCR Castelldefels   | 2 - 1           | Elche              |
| CFS La Unión        | 2 - 7           | Bisontes Castellón |
| Fonononos Gomerón   | 1 - 4           | Rivas              |
| Maxorata            | 2 - 6           | Betis              |
| Pío-Pío Temisas     | 3 - 5           | Iberia Toscal      |
| UA Ceuta            | 4 - 6           | UMA Antequera      |
| Talavera            | 1 - 3           | Atlético Mengíbar  |
| Pinseque            | 2 - 4           | Valdepeñas         |
| Colo Colo Saragozza | 2 - 5           | Manzanares         |
| Leganés             | 5 - 3           | Puertollano        |
| Cuéllar Cojalba     | 1 - 5           | Córdoba            |

### Secondo turno
Gli incontri si sono disputati il 10 e l'11 ottobre 2017.
| Squadra 1          | Risultato | Squadra 2      |
| ------------------ | --------- | -------------- |
| Noia               | 2 - 3     | O Parrulo      |
| Burela             | 2 - 4     | Santiago       |
| Guardo             | 6 - 4     | Ribera Navarra |
| CCR Castelldefels  | 1 - 3     | SC García      |
| Bisontes Castellón | 2 - 4     | Peñíscola      |
| Rivas              | 5 - 3     | Levante        |
| Betis              | 1 - 7     | Palma          |
| Iberia Toscal      | 4 - 8     | Gáldar         |
| UMA Antequera      | 2 - 6     | Jaén           |
| Atlético Mengíbar  | 4 - 7     | Cartagena      |
| Valdepeñas         | 2 - 3     | S10 Saragozza  |
| Manzanares         | 2 - 4     | Xota           |
| Leganés            | 1 - 5     | Segovia        |
| Córdoba            | 2 - 3     | ElPozo Murcia  |

### Ottavi di finale
Gli incontri si sono disputati il 24 e il 25 ottobre 2017.
| Squadra 1     | Risultato       | Squadra 2     |
| ------------- | --------------- | ------------- |
| Rivas         | 4 - 3           | SC García     |
| O Parrulo     | 4 - 4 (2-3 dcr) | S10 Saragozza |
| Guardo        | 2 - 4           | Xota          |
| Segovia       | 5 - 2           | Santiago      |
| Gáldar        | 2 - 6           | Jaén          |
| ElPozo Murcia | 4 - 4 (4-5 dcr) | Cartagena     |
| Palma         | 0 - 2           | Barcellona    |
| Inter         | 3 - 2           | Peñíscola     |

### Quarti di finale
Gli incontri si sono disputati il 14 novembre 2017.
| Squadra 1     | Risultato   | Squadra 2  |
| ------------- | ----------- | ---------- |
| Rivas         | 1 - 8       | Barcellona |
| Jaén          | 6 - 1       | Segovia    |
| Inter         | 3 - 2 (dts) | Xota       |
| S10 Saragozza | 8 - 3       | Cartagena  |

### Semifinali
Gli incontri si sono disputati il 20 e il 27 febbraio 2018.
| Squadra 1     | Totale | Squadra 2  | Andata | Ritorno |
| ------------- | ------ | ---------- | ------ | ------- |
| S10 Saragozza | 6 - 8  | Jaén       | 0 - 1  | 6 - 7   |
| Inter         | 7 - 7  | Barcellona | 4 - 4  | 3 - 3   |

### Finale
| Arbitri: | Juan José Cordero Gallardo David Urdánoz Apezteguía |

|                                                  |           |                                     |
| Ferrão 6’ Esquerdinha 6’ Santana 13’ Aicardo 44’ | Marcatori | 7’ Burrito 15’ Brandi 19’ D. Martín |